# 蔡東河
崔道植 (： Choi Dosik，1981年6月23日—2011年5月27日)，藝名蔡東河（： Chae Dongha），是一名韓國歌手，在男子團體SG Wannabe中擔任隊長直到2008年5月退出為止。

## 生平
崔道植畢業於首爾藝術大學傳播及娛樂學系。
蔡東河2002年發行首張個人專輯《Nature》，但沒有引起廣大迴響。2004年，他轉至GM Planning（後名Core Contents Media）旗下，和金容俊、金振浩組成男子團體SG Wannabe，並擔任隊長。同年發行之首張專輯《Sg Wanna Be+》以及隔年發行之第二張專輯《活著》在韓國本地及日本受到歡迎。2007年，他演出音樂劇《渾身是勁》（Footloose）中飾演主角Ren。
蔡東河和同經紀公司SeeYa成員李寶藍自2006年起戀愛，直到2008年4月經紀公司證實兩人分手。
2008年1月，經紀公司Mnet Media宣布蔡東河將於同年5月底合約到期時退出SG Wannabe並離開公司。退出後，他和北極星娛樂簽約。